# Escher in Het Paleis

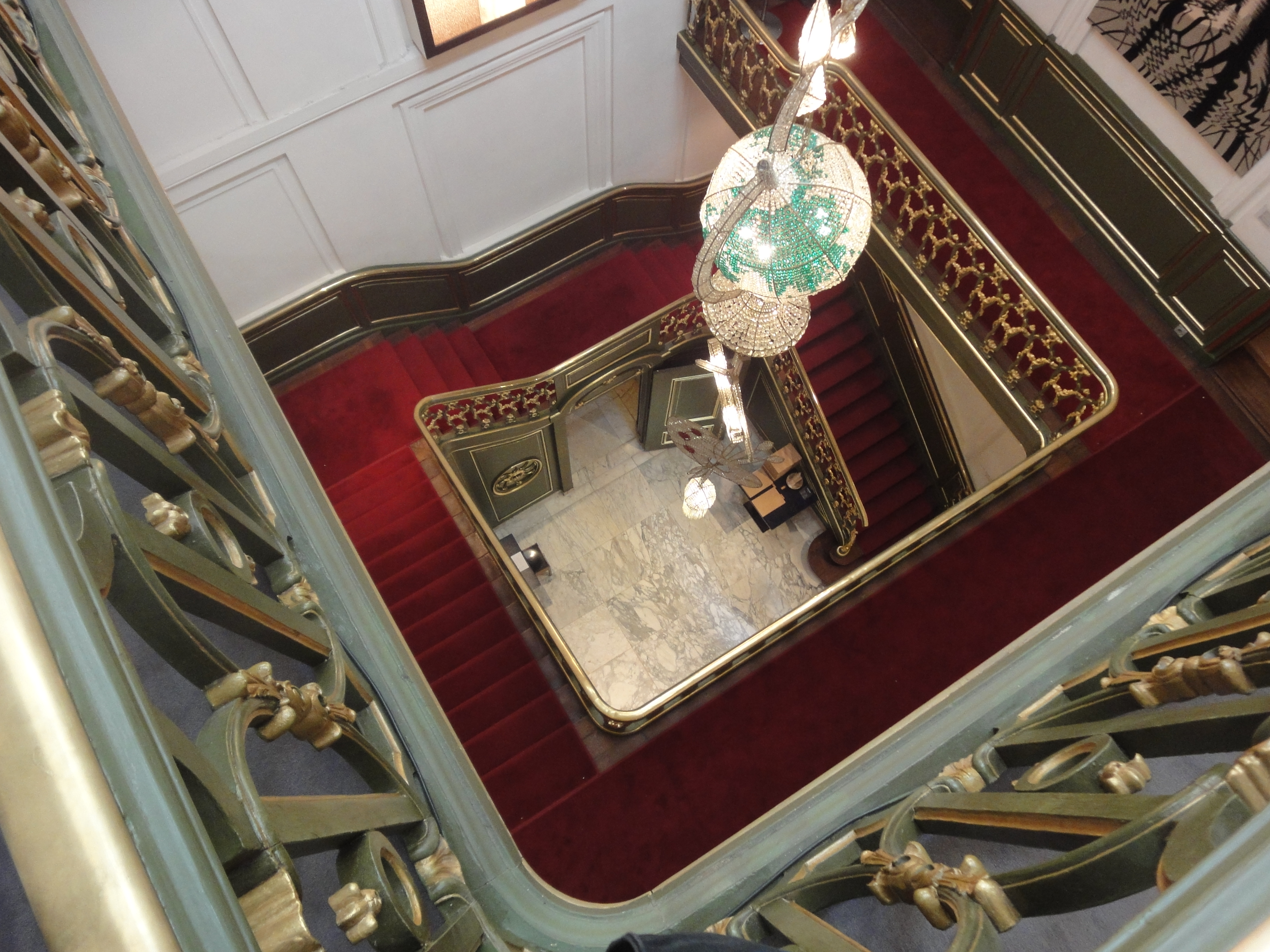
Trapphus

Escher in Het Paleis är ett konstnärsmuseum i Haag i Nederländerna, som visar konstverk av den nederländske grafikern Maurits Cornelis Escher. Det ligger sedan 2002 i Lange Voorhout Palace.
Museet ligger i Lange Voorhout Palace, som är ett tidigare kungligt residens från 1700-talet. Palatset köptes 1896 av drottning Emma, och hon använde det som vinterresidens mellan 1901 och sin död 1934. Det användes av fyra nederländska drottningar i rad som plats för deras kanslier, fram till dess drottning Beatrix flyttade sitt kansli till Paleis Noordeinde. På de första och andra våningarna visas utställningar över palatsets kungahusperiod, med tonvikt på drottning Emmas residensperiod.
Museet visar en permanent utställning med ett stort antal träsnitt och litografier av M.C. Escher, bland andra kända konstverk som Air and Water (fåglar som blir fiskar), Belvedere (lusthus såsom ett omöjligt objekt), Waterfall (med vatten som ser ut att rinna uppåt), Drawing Hands (två händer som drar varandra). Escher in Het Paleis visar också ett urval penrosemönsterteckningar, samt tre versioner av träsnittet Metamorphosis, från den första i liten skala, till den tredje sju meter långt.
De tredje och fjärde våningsplanen används för optiska illusioner, samt för Escherrummet, i vilket vuxna framstår som fysiskt mindre än sina barn.
År 2015 framkom att många av de utställda grafiska verken var kopior, som skannats från originaltryck och tryckts på samma slags papper som originalen.

## Interiör
I museirummen finns femton taklampor som har formgivits av Rotterdamkonstnären Hans van Bentem (född 1965). Dessa har formgivits speciellt för museet, med referenser till Eschers konst och till palatset. I stora matsalen finns en "stjärn"-lampa som i all oändlighet reflekteras i två speglar. I andra rum finns det taklampor med motiv av till exempel en haj, en skalle, spindlar och en sjöhäst.
Parkettgolvet i palatset formgavs 1991–1992 av den amerikanske minimalistkonstnären Donald Judd i samand med att palatset öppnades som en utställningsbyggnad. Donald Judd ritade ett mönster med olika färger och geometriska mönster i golvet.

## Bildgalleri

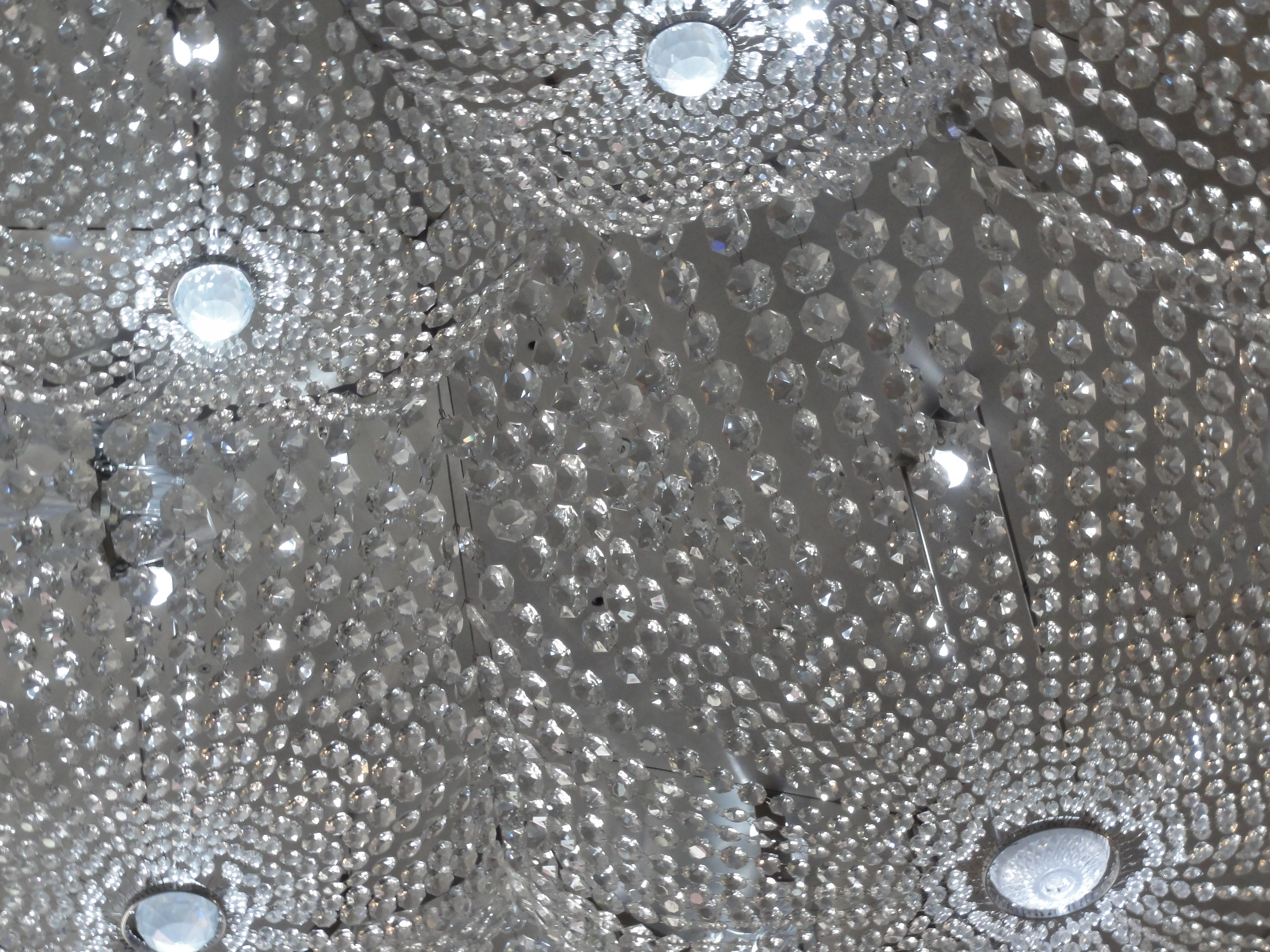
Himlakropp
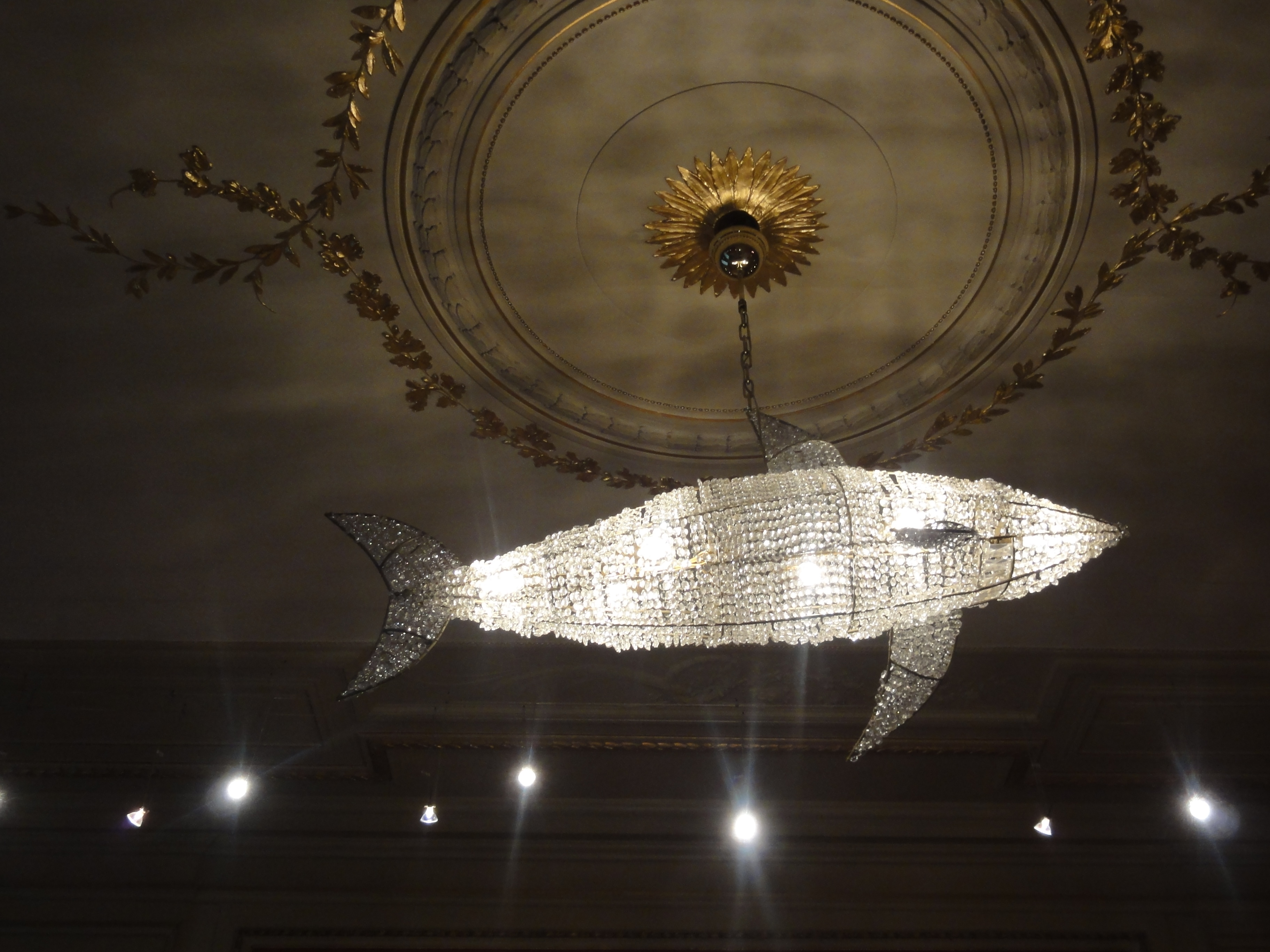
Fisk
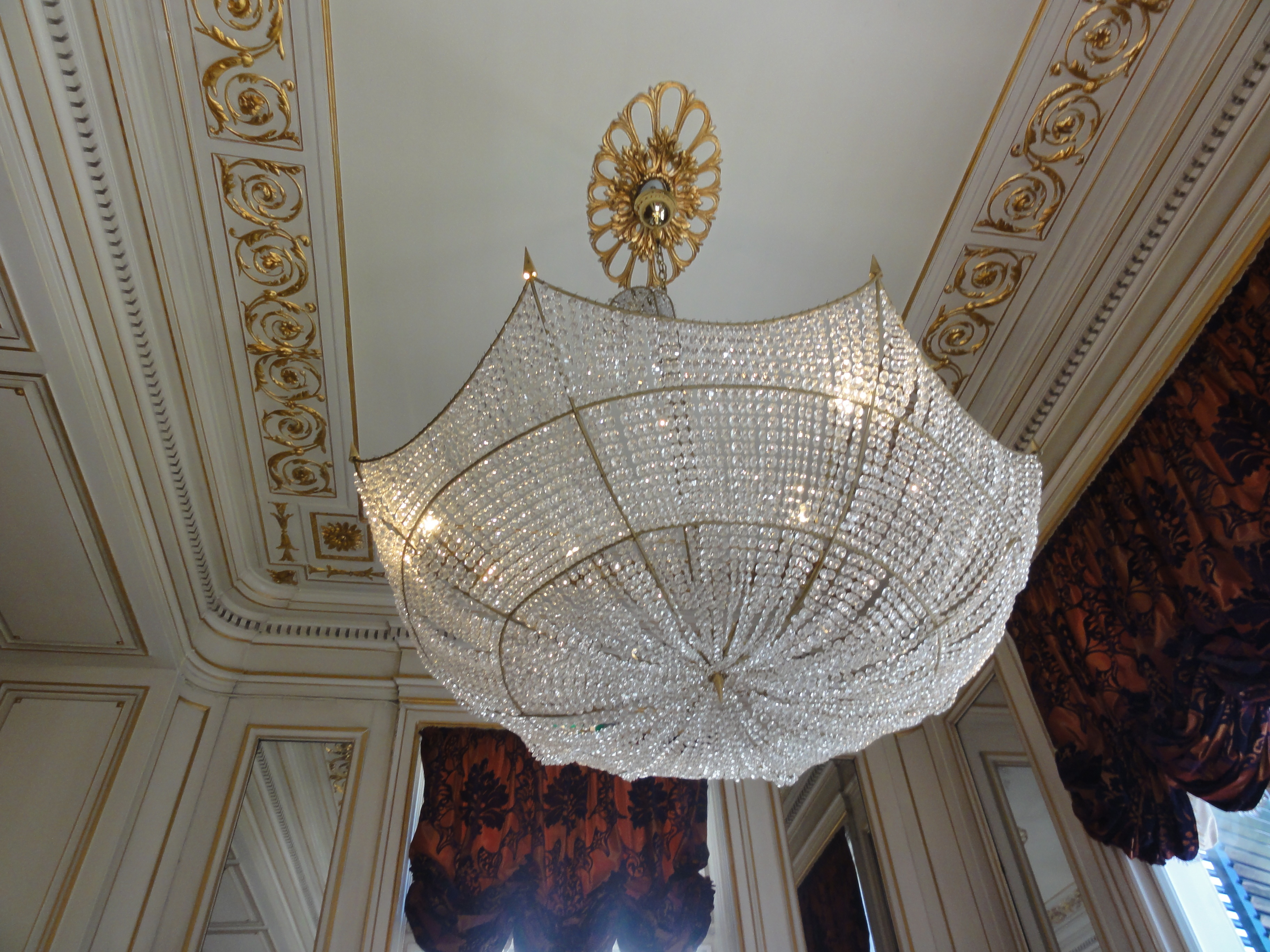
Paraply
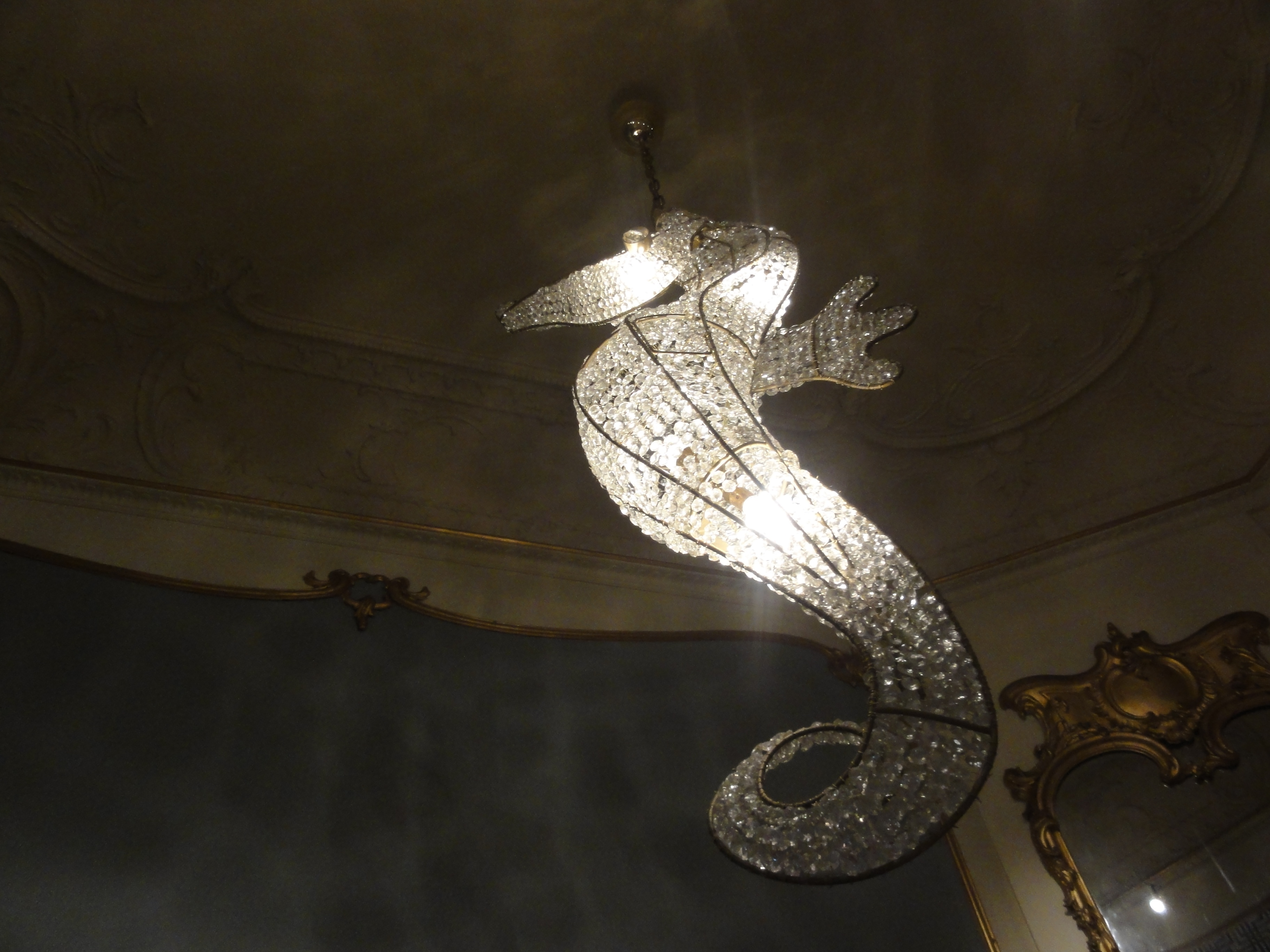
Sjöhäst
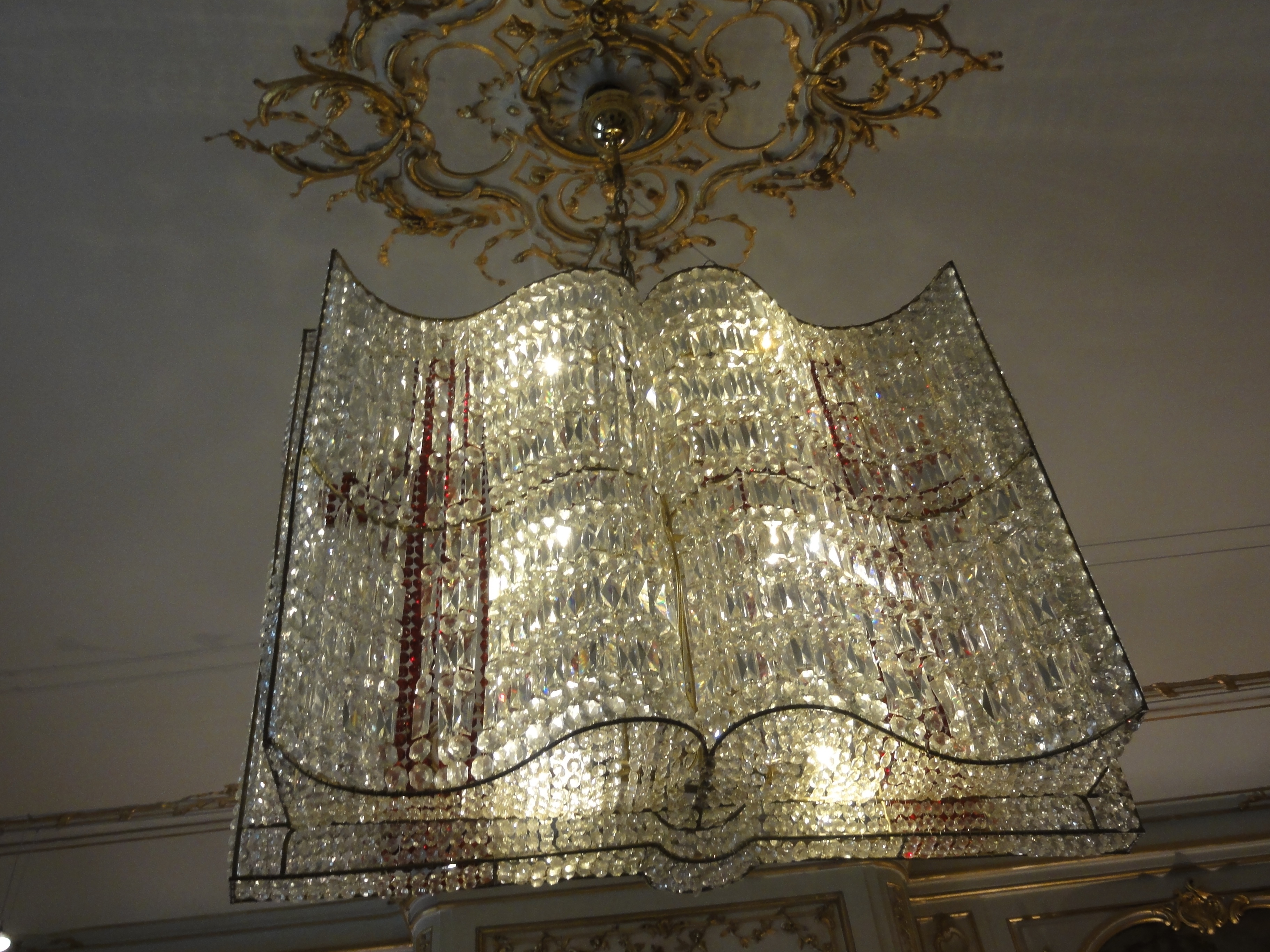
Bok